# 皮热 (杜省)
皮热（法語：Pugey，法語發音：[pyʒɛ]）是法国杜省的一个市镇，属于贝桑松区。

## 地理
皮热（47°11'5"N, 5°59'26"E）面积7.32 平方千米，位于法国勃艮第-弗朗什-孔泰大區杜省，该省份为法国东部内陆省份，北起上索恩省，西接汝拉省，东部及东南部与瑞士接壤，东北部与贝尔福地区省接壤。
与皮热接壤的市镇（或旧市镇、城区）包括：伯尔、埃珀涅、舍讷塞-比永、拉尔诺、蒙特龙堡、丰坦。

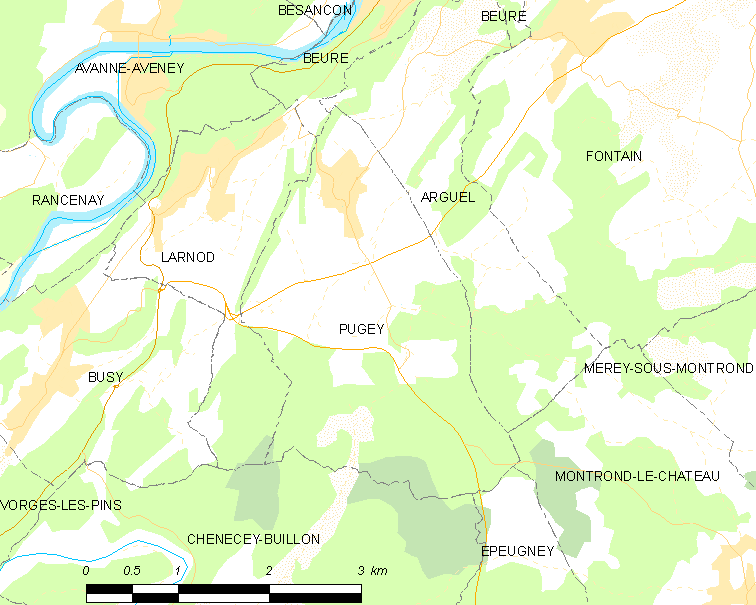
的OSM定位图

皮热的时区为UTC+01:00、UTC+02:00（夏令时）。

## 行政
皮热的邮政编码为25720，INSEE市镇编码为25473。

## 政治
皮热所属的省级选区为贝桑松第六县。

## 人口

1962-2008年间人口变化图示

皮热于2022年1月1日时的人口数量为686人。